# Varinka
Varinka est un téléfilm dramatique réalisé en 1979 par Roger Kahane, pour la série de Pierre Dumayet et Pierre Desgraupes Les Procès témoins de leur temps ou Dossiers éclatés, diffusé le 4 août 1979 sur Antenne 2.

## Synopsis
Une jeune fille russe nourrit des rapports étranges avec son père et les hommes. Par défi, elle se marie clandestinement. Sur le point d’être découverte, elle cache son compagnon dans un coffre où il meurt.

## Distribution
- Nathalie Juvet